# السرير (فلم)
السرير فيلم مصري قصير تم انتاجه في عام 1999.

## ابطال العمل

### الممثلين
- خالد الصاوي
- سمية الخشاب
- لطفي لبيب
- سامية أمين

### إخراج
- هشام عكاشة   (مخرج)
- ياسر زايد   (مخرج مساعد)
- أحمد عبد الحميد (مخرج مساعد)

### تأليف
- أسامه أنور عكاشة (المؤلف)

## وصلات خارجية
- مقالات تستعمل روابط فنية بلا صلة مع ويكي بيانات